# Höfers Spieluhr

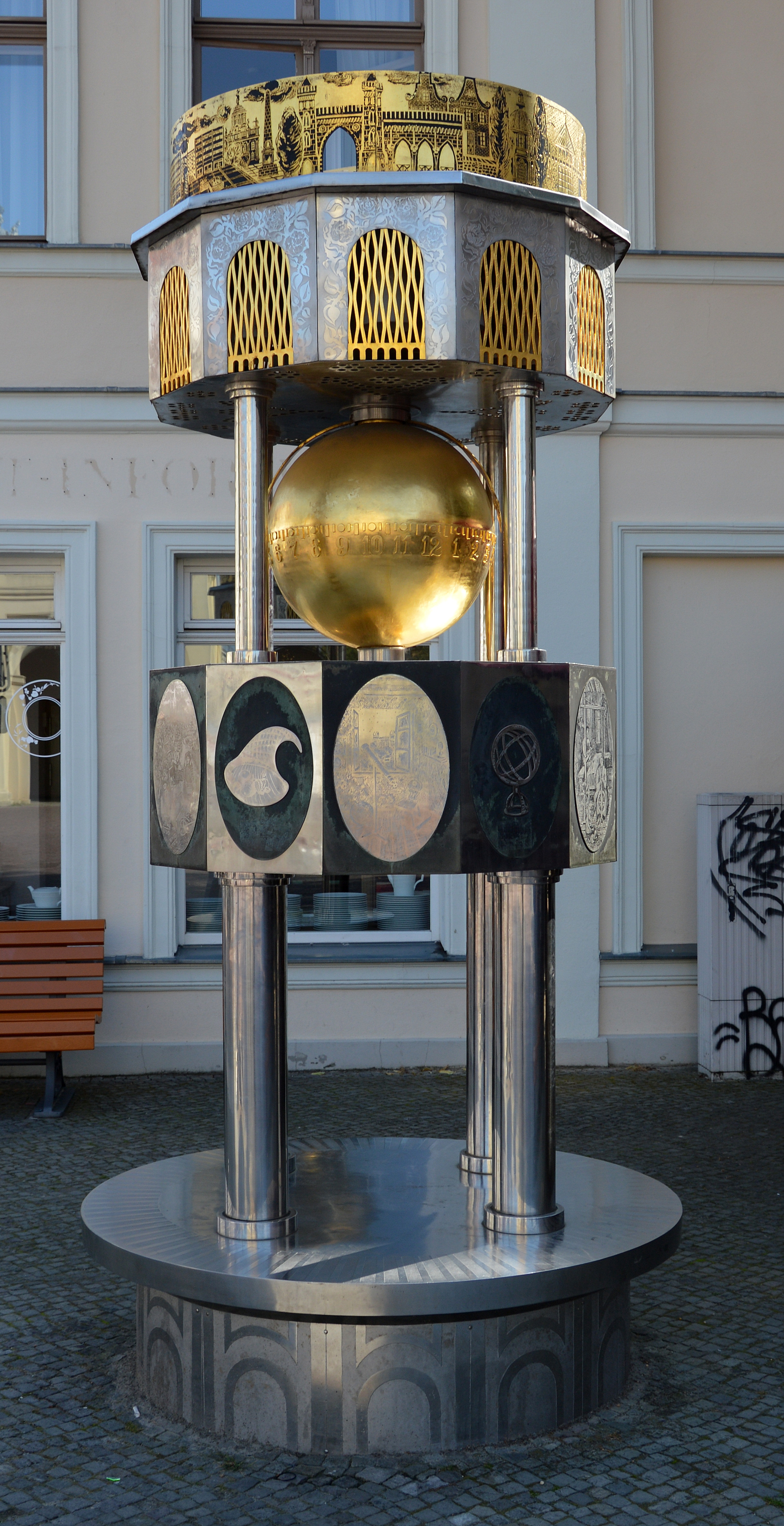
Höfers Spieluhr

Höfers Spieluhr ist eine Spieluhr in Potsdam in Brandenburg.

## Lage
Sie befindet sich in der Potsdamer Innenstadt am westlichen Ende der Brandenburger Straße, auf deren südlicher Seite.

## Gestaltung und Geschichte
Die Spieluhr wurde im Jahr 1977 von Gottfried Höfer (1931–1983) entworfen und in der Meißner Turmuhrenwerkstatt gebaut. Die Aufstellung der circa 3,40 Meter hohen metallenen Spieluhr erfolgte im Jahr 1979. Sie stellte den Abschluss der zu diesem Zeitpunkt neu gestalteten, heute wieder als Brandenburger Straße benannten Klement-Gottwald-Straße.
Die elektrisch betriebene Uhr ruht auf vier Säulen und wurde aus Stahl, Kupfer, Messing und Blattgold hergestellt. Unter einer Rosenlaube befindet sich ein Glockenspiel, wobei die einzelnen Glocken aus feinem Porzellan gefertigt sind. Bekrönt wird die Uhr von Potsdamer Stadtansichten und Bauwerken, wie dem Nauener Tor und dem Einsteinturm, deren Darstellungen in Metall geätzt sind. Innerhalb der vier Säulen befindet sich eine goldglänzende, die Uhrzeit anzeigende Kugel. Unter der Kugel befinden sich mit Symbolen versehene Metallplatten, die auf Wissenschaftszweige und Gewerke wie die Astronomie und die Havelfischerei verweisen.
Viertelstündlich wird mit hell klingendem Glock das Lied Im Frühling von Hanns Eisler angestimmt. Zur vollen Stunde wird jeweils eine volle Strophe gespielt.
Die Uhr war ein beliebter Treffpunkt insbesondere für politische Gruppen. 1983 trafen sich hier junge Menschen zum „Schweigen für die Umwelt“. Ab Mitte der 1980er Jahre trafen sich an der Spieluhr, ebenfalls schweigend, Ausreisewillige. Am 7. Oktober 1989 begann die Demonstration von Bürgerrechtlern schweigend an Höfers Spieluhr.
Im Laufe der Zeit waren jedoch in der Uhr die empfindlichen Porzellanglöckchen kaputtgegangen, so dass das Lied nur noch stückweise erklang. Zu Beginn der 1990er Jahre wurde die Uhr stillgelegt. Auch das Äußere litt unter Korrosion. Die ehemalige Lebensgefährtin Höfers, Ute Samtleben, setzte sich für eine Restaurierung der Uhr ein, die dann über vier Jahre in der Meißner Turmuhrenwerkstatt restauriert wurde, was die Stadt Potsdam mit 25.000 € finanzierte. Am 2. Mai 2010 wurde die Spieluhr wieder in Betrieb genommen.